# Karl Kegel
Friedrich Karl Kegel (* 19. Mai 1876 in Magdeburg; † 5. März 1959 in Freiberg) war ein deutscher Bergingenieur.

## Leben

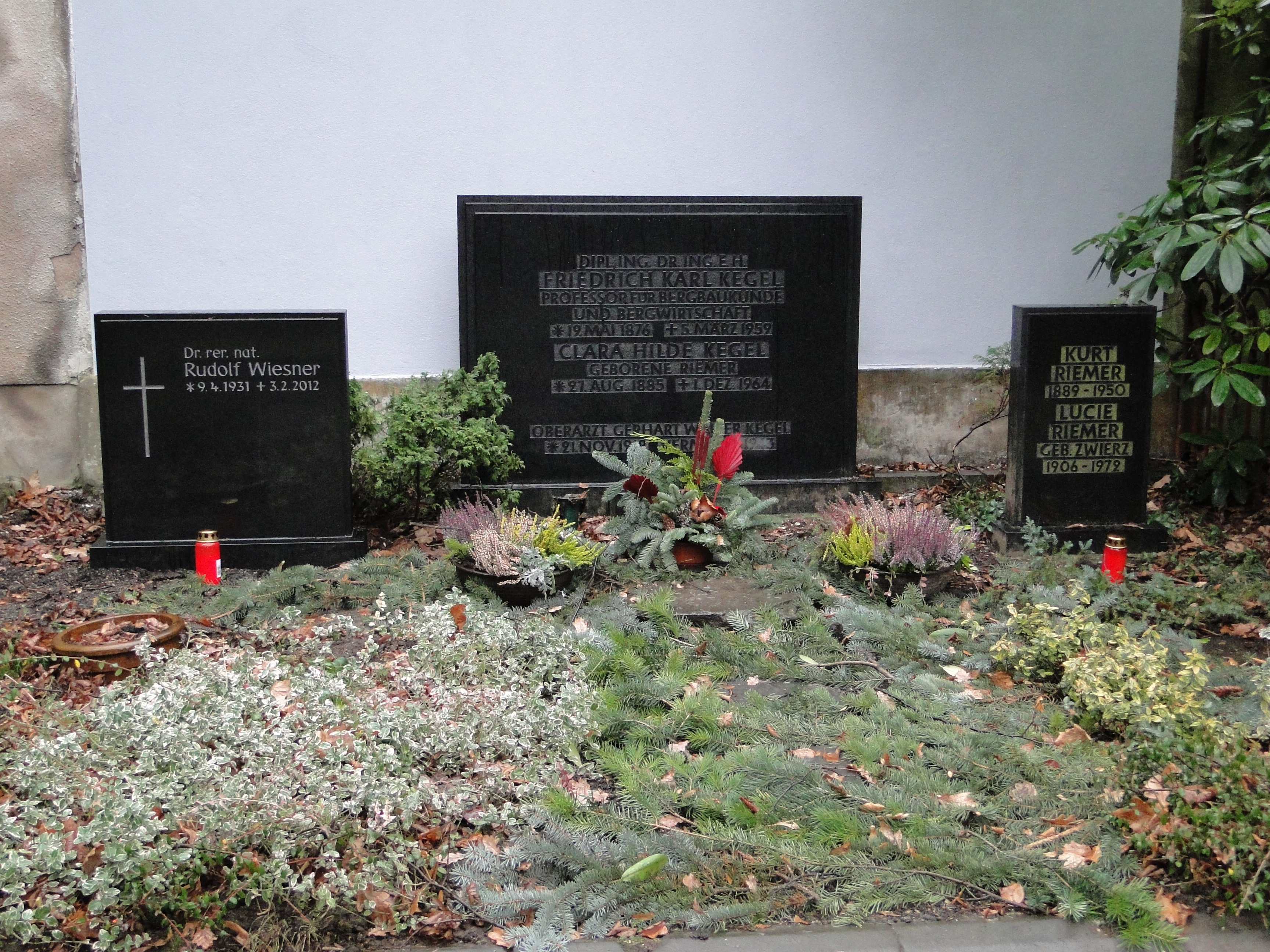
Karl Kegels Grab in Freiberg

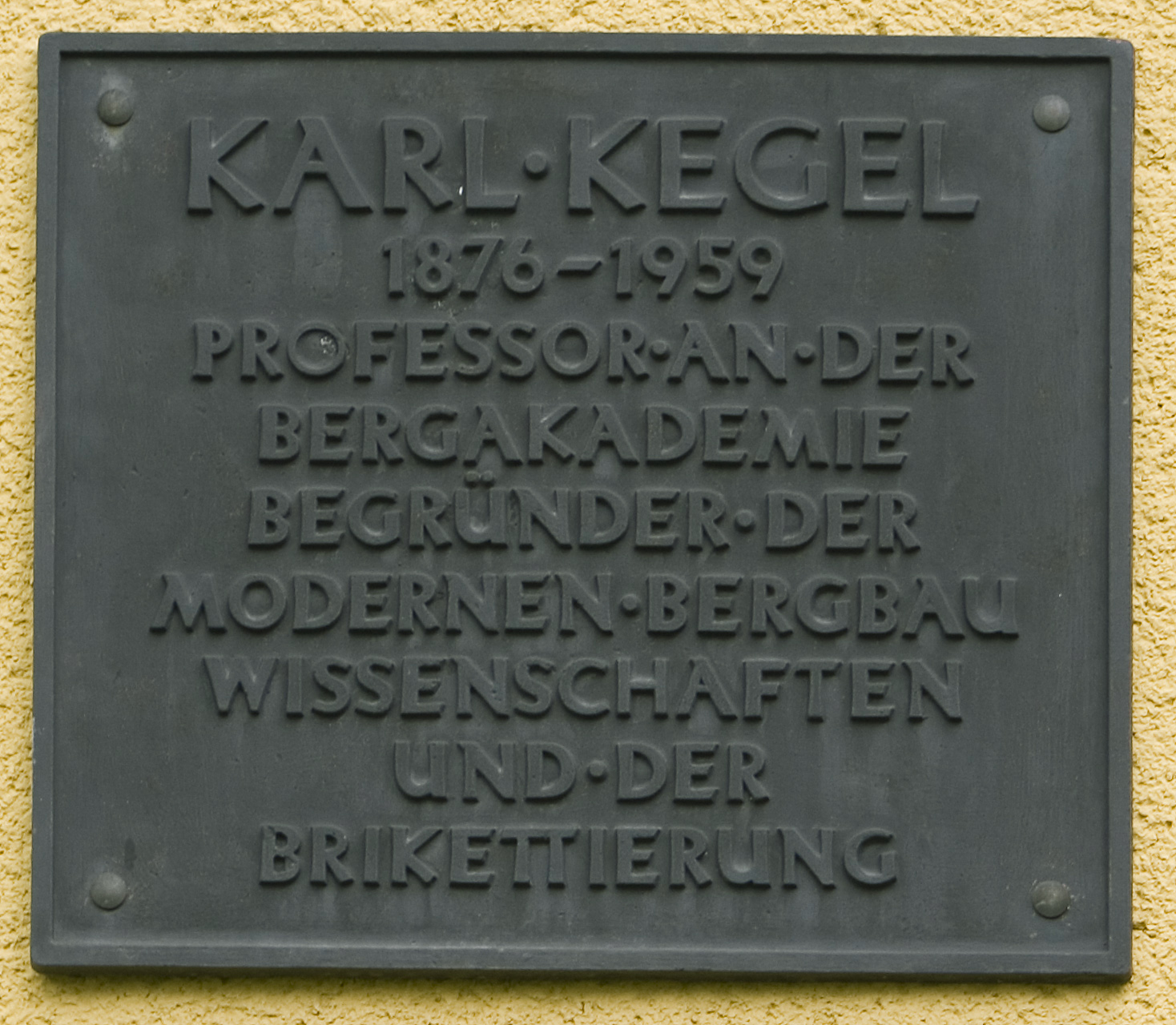
Gedenktafel an seinem Wohnhaus in Freiberg, Brauereistraße

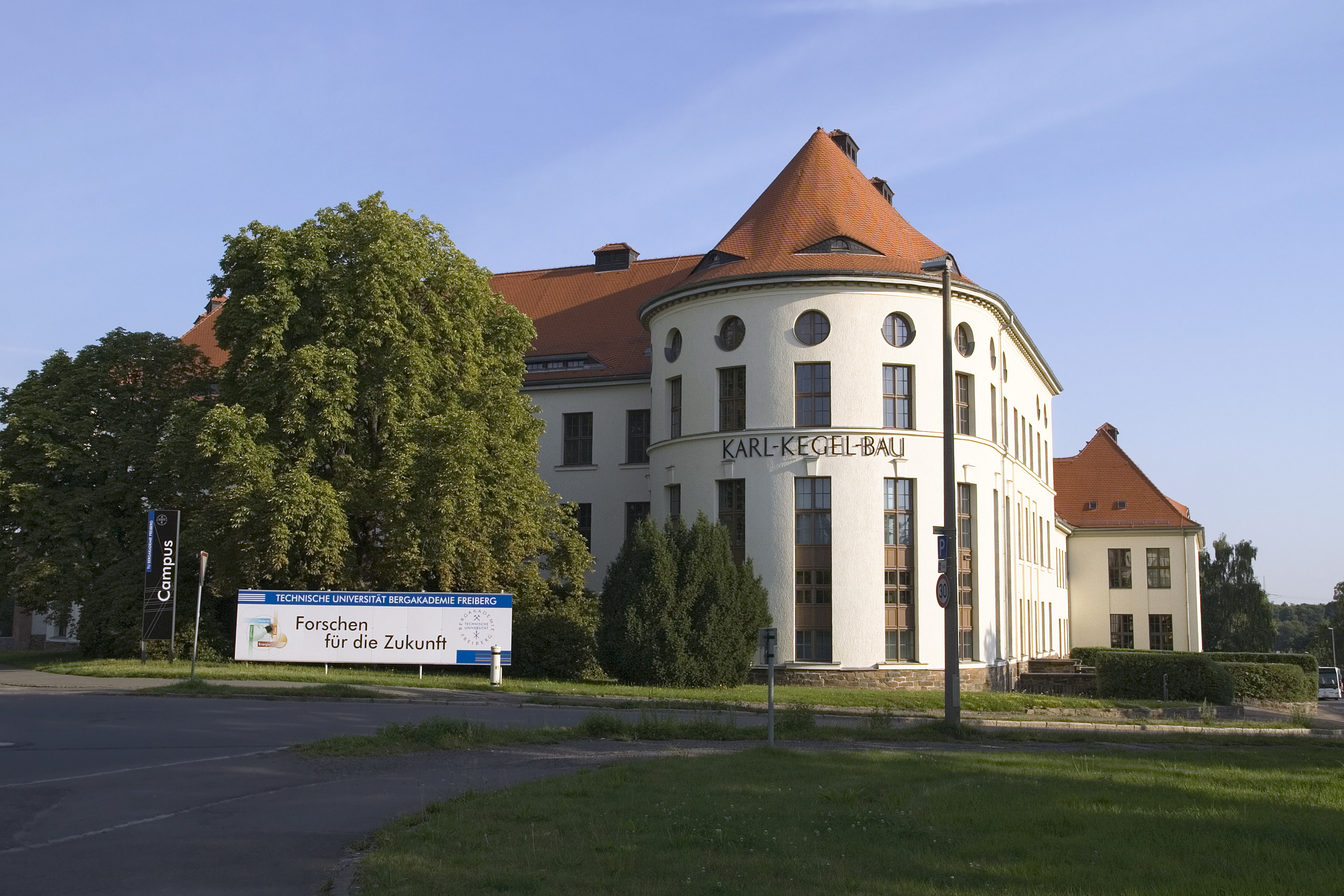
Der Karl-Kegel-Bau auf dem Campus der TU Bergakademie

Als Sohn eines Schichtmeisters kam Karl Kegel 1876 in Magdeburg zur Welt. 1893 beendete er die Realschule, danach arbeitete er ein Jahr lang in Staßfurt als Bergmann. Nach seinem Militärdienst sammelte er in verschiedenen Bergbaurevieren praktische Erfahrungen, so dass er mit guten Vorkenntnissen ausgestattet von 1896 bis 1898 die Bergschule in Eisleben besuchen konnte.
Nach seinem Abschluss fand Karl Kegel Arbeit im Braunkohlenbergbau. Seinen Posten als Steiger im Rositzer Braunkohlenwerk gab er jedoch 1901 auf, um in Berlin ein Hochschulstudium aufzunehmen. Dort wurde er zu Beginn des Studiums Mitglied des Corps Holsatia.
Bereits als Student interessierte er sich intensiv für die Brikettierung. Seine erste Veröffentlichung (1902 in der Zeitschrift Glückauf erschienen) trug den Titel: Die Entstehung des Braunkohlenbriketts. Im Jahr 1904 schloss er als Diplom-Bergingenieur sein Studium an der Bergakademie Berlin ab.
Nach einer kurzen Zeit als Assistent an der Bergakademie Berlin und einer einjährigen Tätigkeit als Berginspektor in der Halleschen Pfännerschaft wirkte er ab 1906 als Lehrer an der Bergschule Bochum. Neben zahlreichen Beiträgen in Fachzeitschriften veröffentlichte er 1912 seine erste Monografie: Bergmännische Wasserwirtschaft.
Im Jahr 1918 wurde Karl Kegel als Professor für Bergbau, Bergwirtschaft und Brikettierung an die Bergakademie Freiberg berufen. Ab 1924 leitete er die bergtechnische Abteilung des Braunkohlenforschungsinstitutes. Im November 1933 unterzeichnete er das Bekenntnis der deutschen Professoren zu Adolf Hitler. Seine Vorlesungen umfassten ein weites Spektrum, u. a. Braunkohlen- und Steinkohlenbergbau, Tiefbohrkunde, Grundwasserkunde, Brikettierung, Aufbereitung und Bergwirtschaftslehre. Er veröffentlichte unter anderem das Lehrbuch für Bergwirtschaftslehre (1931) und Bergmännische Gebirgsmechanik (1941).
Im Jahr 1941 wurde er in den Ruhestand geschickt, kehrte aber 1945 an sein Institut zurück. Er übergab 1951 aufgrund gesundheitlicher Probleme sein Amt an seinen Schüler Erich Rammler. Kegel forschte und publizierte weiter und verfasste unter anderem 1953 sein Lehrbuch des Braunkohlentagebaues. 1949 wurde er als ordentliches Mitglied in die Sächsische Akademie der Wissenschaften und in die Deutsche Akademie der Wissenschaften zu Berlin aufgenommen. Er war Mitglied der Freiberger Freimaurerloge „Zu den drey Bergen“.
Kegel wurde auf dem Donatsfriedhof beigesetzt. In Freiberg ist die Karl-Kegel-Straße nach ihm benannt.

## Auszeichnungen (Auswahl)
- 1949: Ehrenbürger der Stadt Freiberg
- 1949: Nationalpreis der DDR
- 1952: Ehrendoktor der RWTH Aachen
- 1956: Hervorragender Wissenschaftler des Volkes

## Darstellung Kegels in der bildenden Kunst der DDR
- Wilhelm Landgraf: Prof. Friedrich Karl Kegel (Porträtbüste, 1951)[2]
- Horst Morgenstern: Nationalpreisträger Kegel in der Versuchsabteilung (um 1952, Öl, 145 × 175)